# Oliana (kommun)
Oliana är en kommun i Spanien.   Den ligger i provinsen Província de Lleida och regionen Katalonien, i den nordöstra delen av landet, 500 km öster om huvudstaden Madrid. Antalet invånare är 1 920. Arean är 32 kvadratkilometer. Oliana gränsar till Coll de Nargó, Fígols i Alinyà, Odèn, Bassella och Peramola. 
Terrängen i Oliana är kuperad åt sydost, men åt nordväst är den bergig.